# خانم ناپدید می‌شود (فیلم ۱۹۳۸)
خانم ناپدید می‌شود (به انگلیسی: The Lady Vanishes) فیلمی در ژانر معمایی و دلهره آور بریتانیایی از آلفرد هیچکاک است. این فیلم در سال ۱۹۳۸ ساخته شد.

## داستان فیلم
یک زن جوان انگلیسی در بازگشت از سفر اروپایی با بانوی سالخورده و خوش مشربی آشنا می‌شود که پس از آن ناپدید می‌شود، بی آن که از خود نشانی بر جا بگذارد. سایر مسافران قطار نمی‌پذیرند که چنین شخصی وجود داشته‌است. سرانجام لاک وود با کمک یک نوازنده جوان حقیقت را کشف می‌کند. دوشیزه فروی یک جاسوس انگلیسی است که عوامل خرابکاری آلمان به سرکردگی پل لوکاس نقشه ربودن وی را طرح می‌کنند. بانوی سالخورده با کمک سایر مسافران آزاد می‌شود و پیام بسیار مهمی را به لندن می‌رساند.

## بازیگران

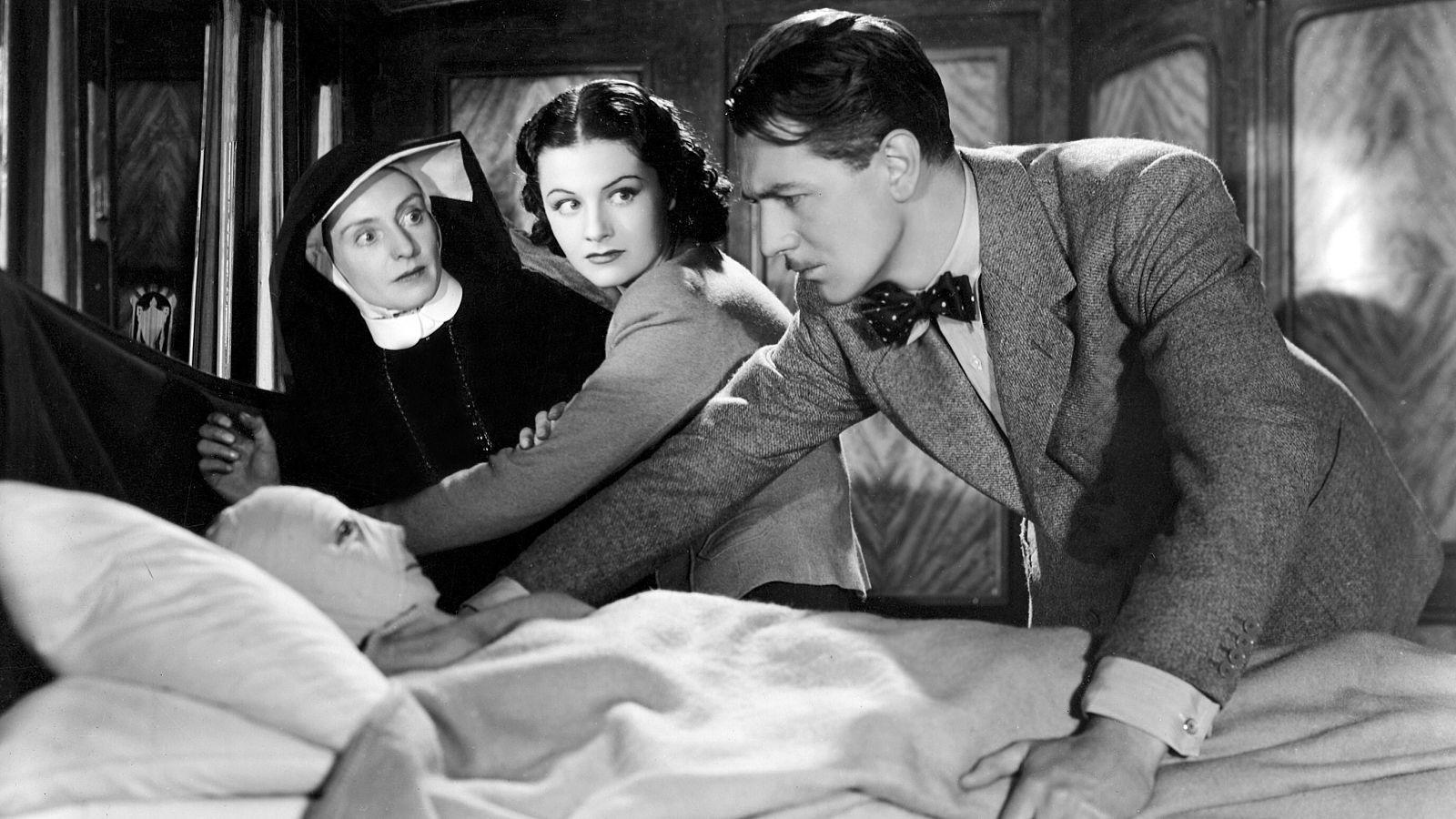
از جلو به عقب:مایکل ردگریو، مارگارت لاکوود و کاترین لیسی

- ‌ مارگارت لاکوود در نقش آیریس هندرسون
- مایکل ردگریو در نقش گیلبرت ردمن
- پل لوکاس در نقش دکتر ایگون هارتز
- می ویتی در نقش دوشیزه فروی
- سسیل پارکر در نقش آقای تودهانتر
- لیندا ترورز در نقش خانم تودهانتر
- نانتون وین در نقش کالدیکوت
- بازیل رادفورد در نقش چارترز
- مری کلیر در نقش بارونس آتونا
- کاترین لیسی در نقش راهبه
- امیل بوریو در نقش مدیر هتل
- گوگی ویترز در نقش بلانش
- سالی استوارت در نقش جولی
- فیلیپ لیور در نقش سینیور دابو
- سلما واز دیاس در نقش سینیورا دابو
- جوزفین ویلسون در نقش مادام کومر
- چارلز اولیور در نقش مامور
- کاتلین تریمین در نقش آنا